# Monetazione romana repubblicana
La monetazione arrivò tardi a Roma, in confronto al resto del Mar Mediterraneo, come Grecia e Asia Minore che avevano introdotto le monete nel VII secolo a.C. La valuta dell'Italia centrale era determinata dalle sue risorse naturali, costituite prevalentemente da minerale di bronzo e scarso minerale d'argento. La monetazione della Repubblica Romana iniziò quindi con pesanti pezzi di bronzo fuso, ma in qualche caso fu usato anche l'argento. Durante la seconda guerra punica fu introdotto il denario, una moneta che sarebbe diventata la colonna dorsale dell'economia Romana per 450 anni.

## Pre-moneta
Prima dell'introduzione della moneta presso le popolazioni dell'Italia centrale, le due importanti forme di valuta nell'economia furono il bestiame (pecus), da cui deriva la parola latina che indicava il denaro (pecunia), e dei pezzi di bronzo di forma irregolare noti presso i numismatici come aes rude (bronzo grezzo).
L'aes rude fu la moneta di gran parte dell'Italia centrale per centinaia di anni, anche se era disagevole pesarlo in ogni transazione.
Verso la fine del IV secolo a.C. il bronzo cominciò ad essere fuso in barre a forma di parallelepipedo che sono note attualmente, senza però nessuna autorità storica, come aes signatum (bronzo segnato).
Queste barre erano di peso variabile, anche se per lo più erano dell'ordine di 5 libbre romane, e di solito presentavano un disegno su una faccia, ed in seguito su entrambe. La funzione reale dell'aes signatum ha avuto interpretazioni diverse; anche se erano una forma di denaro, non erano monete giacché non aderivano ad uno standard di peso.
Roma produsse un proprio aes signatum verso il 300 a.C., caratterizzato dall'inscrizione "ROMANOM" (dei Romani).

## Monete di bronzo fuso
Secondo Pomponio, un giurista vissuto nel II secolo d.C., la posizione dei triumviri monetales fu stabilita nel 289 a.C., "IIIviri aere argento auro flando feriundo" (i tre responsabili di fondere e battere bronzo, argento e oro). Secondo Suidas, la zecca era situata nel tempio di Giunone Moneta sul Campidoglio.
In questo periodo Roma aveva oramai familiarità con la monetazione, che era stata introdotta dai Greci nelle loro colonie in Italia meridionale. In questo periodo Roma aveva conquistato una gran parte dell'Italia centrale, che le aveva procurato una grande quantità di bronzo ma poco argento. Fu introdotto un sistema di pesante monetazione fusa in bronzo, con lo standard librale basato cioè su un assi dal peso di una libbra (libra) con pezzi frazionali fatti di multipli di oncia (uncia). 12 once costituivano una libbra.
- Asse (12 once)
- Semisse (6 once)
- Triente (4 once)
- Quadrante (3 once)
- Sestante (2 once)
- Oncia (1 oncia)
- Semioncia (1/2 oncia)

I valori erano ben segnati con I per l'asse, S sul semisse, e globuli che indicavano il numero di once nelle denominazioni minori. Queste emissioni sono note come aes grave (bronzo pesante) dai numismatici. Stilisticamente le monete, a causa del fatto che erano fuse anziché battute, erano tipicamente Romane. Oltre all'asse ed alle sue frazioni, furono prodotti anche multipli come il dupondio (II assi) il tresse (III). Il peso dell'aes grave diminuì in una serie di riduzioni. Iniziò con uno standard librale (circa 330 g), poi il peso fu ridotto ad uno standard semi-librale (circa 170 g) intorno al 220 a.C. Già nel periodo dello standard semi-librale, le più piccole denominazioni come l'oncia e la semiuncia erano battute anziché fuse.
Poco dopo si passò ad uno standard semi-librale ridotto, di circa 88 g.
| Prime monete repubblicane (289-225 a.C.) | Prime monete repubblicane (289-225 a.C.) | Prime monete repubblicane (289-225 a.C.)                                                       | Prime monete repubblicane (289-225 a.C.)                                                         | Prime monete repubblicane (289-225 a.C.) | Prime monete repubblicane (289-225 a.C.) | Prime monete repubblicane (289-225 a.C.)                    |
| Immagine                                 | Valore                                   | Dritto                                                                                         | Rovescio                                                                                         | Datazione                                | Peso; diametro                           | Catalogazione                                               |
| ---------------------------------------- | ---------------------------------------- | ---------------------------------------------------------------------------------------------- | ------------------------------------------------------------------------------------------------ | ---------------------------------------- | ---------------------------------------- | ----------------------------------------------------------- |
|                                          | Aes grave sestante                       | conchiglia con due pallini ai lati in basso, su un disco sopraelevato;                         | caduceo tra due pallini, su un disco sopraelevato.                                               | 280a.C.                                  | 54.90 gr (zecca di Roma antica);         | Vecchi 30; Haeberlin pl. 40, 6; Crawford 14/5; Sydenham 12. |
|                                          | Aes grave Oncia                          | chicco di grano, su un disco sopraelevato;                                                     | chicco di grano, su un disco sopraelevato.                                                       | 270 a.C.                                 | 26.53 gr (zecca di Roma antica);         | Vecchi 38; Crawford 18/6; Haeberlin pl. 36, 18-21.          |
|                                          | Aes grave semisse                        | Pegaso vola verso sinistra, su un disco sopraelevato;                                          | Pegaso vola verso destra, su un disco sopraelevato.                                              | 270 a.C.                                 | 178.46 gr (zecca di Roma antica);        | Vecchi 34; Crawford 18/2; Haeberlin pl. 35, 7-10.           |
|                                          | Aes grave triente                        | un fulmine e quattro pallini, su un disco sopraelevato;                                        | un delfino che nuota verso destra e quattro pallini, il tutto su un disco sopraelevato.          | 280 a.C.                                 | 107,00 gr (zecca di Roma antica);        | Vecchi 27; Crawford 14/3; Haeberlin pl. 39.                 |
|                                          | Aes grave asse                           | testa di Giano bifronte,, su un disco sopraelevato;                                            | Prua di una nave verso destra; I sopra; il tutto su un disco sopraelevato.                       | 225-217 a.C.                             | 259,53 gr (zecca di Roma antica);        | Vecchi 75; Crawford 35/1; Haeberlin pl. 12-13.              |
|                                          | Aes grave quadrante                      | la mano destra aperta, tre pallini a sinistra ed a destra una mazza, su un disco sopraelevato; | la mano sinistra aperta, tre pallini a destra ed a sinistra una mazza, su un disco sopraelevato. | 235a.C.                                  | 63,19 gr (zecca di Roma antica);         | Vecchi 61; Crawford 27/8; Haeberlin pl. 29, 10-12.          |

## Introduzione della monetazione di stile greco
Le monete di questo periodo sono comunemente indicate con il nome di romano-campane.
Monete di bronzo di stile greco furono prodotte in piccole quantità con l'inscrizione  ΡΩΜΑΙΩΝ verso il 300 a.C. Attualmente ne esistono solo una manciata di esemplari. Si ritiene che siano state prodotte a favore di Roma da Neapolis (Napoli), basate su stile e peso simile a quello della monetazione propria di Neapolis, ed usate per facilitare il commercio.
Roma emette il suo argento in stile greco con una doppia dracma con l'inscrizione ROMANO, che fu coniata nel sud d'Italia e che probabilmente fu usata lì e non a Roma.
Alcuni storici ritengono che queste monete valessero 10 assi, facendone così dei denari; questa asserzione è basata su un passo di Plinio il Vecchio del I secolo d.C., in cui afferma che il denario fu introdotto nel 269 a.C.
Il peso della didracma diminuì da 7,3 g fino a 6,6 g e fu sostituita da una moneta di questo peso di stile più romano nota come quadrigato. Il quadrigato, prodotto in grande quantità a partire dal 235 a.C. circa, ha questo nome per l'immagine sul rovescio che mostra una Vittoria che guida una quadriga. Il quadrigato fu prodotto per circa due decenni, fino a quando fece la sua comparsa il denario.
| Prime monete repubblicane (234-212 a.C.) | Prime monete repubblicane (234-212 a.C.) | Prime monete repubblicane (234-212 a.C.) | Prime monete repubblicane (234-212 a.C.)                                                | Prime monete repubblicane (234-212 a.C.) | Prime monete repubblicane (234-212 a.C.) | Prime monete repubblicane (234-212 a.C.)                |
| Immagine                                 | Valore                                   | Dritto                                   | Rovescio                                                                                | Datazione                                | Peso; diametro                           | Catalogazione                                           |
| ---------------------------------------- | ---------------------------------------- | ---------------------------------------- | --------------------------------------------------------------------------------------- | ---------------------------------------- | ---------------------------------------- | ------------------------------------------------------- |
|                                          | Æ litra                                  | testa laureata di Apollo verso destra;   | Cavallo al galoppo verso sinistra, ROMA in esergo.                                      | 234-230 a.C.                             | 3.33 gr (zecca di Roma antica);          | Crawford 26/3; Sydenham 29; BMCRR (Romano-Campania) 70. |
|                                          | didracma d'argento                       | testa di Marte con elmo verso destra;    | Cavallo al galoppo verso destra, con una mazza nella parte superiore; ROMA in esergo.   | 230-226 a.C.                             | 6.50 gr (zecca di Roma antica);          | Crawford 27/1; Sydenham 23; RSC 32.                     |
|                                          | Æ litra                                  | testa di Marte con elmo verso destra;    | Cavallo al galoppo verso destra, con una mazza nella parte superiore; ROMA in esergo.   | 230-226 a.C.                             | 2.74 gr (zecca di Roma antica);          | Crawford 27/2; Sydenham 23a.                            |
|                                          | didracma d'argento o quadrigato          | testa di Giano bifronte laureato;        | Giove su una quadriga al galoppo verso destra, seguito da una Vittoria; ROMA in esergo. | 225-212 a.C.                             | 5.57 gr (zecca di Roma antica);          | Crawford 28/3; Sydenham 65; RSC 24.                     |
|                                          | didracma d'argento o quadrigato          | testa di Giano bifronte laureato;        | Giove su una quadriga al galoppo verso destra, seguito da una Vittoria; ROMA in esergo. | 225-212 a.C.                             | 6.27 gr (zecca di Roma antica);          | Crawford 28/3; Sydenham 64; RSC 23.                     |

## Introduzione del denario
Il denario, che divenne la principale moneta d'argento di Roma per oltre 4 secoli, fu introdotto intorno al 211 a.C., fu valutato pari a 10 assi, come indicato dal segno X, e pesava circa 4,5 g (1/72 di una libbra romana). Al momento dell'introduzione del denario, l'asse pesava circa 55 g, ma fu ridotto in seguito ad uno standard sestantale di circa 40,5 g. I primi denari presentavano la testa elmata di Roma al dritto, e al rovescio o una Vittoria che guida una biga oppure i Dioscuri. Il peso del denario si stabilizzò quasi subito a circa 4 g. Accanto al denario furono introdotti il mezzo denario, cioè il quinario (V), ed il quarto di denario, cioè il sesterzio (IIS).
Quasi contemporaneamente al denario fu introdotta anche un'altra moneta d'argento, il vittoriato, prodotto in grande quantità. Il vittoriato fu prodotto principalmente per i pagamenti a non-Romani, e sarebbe stato all'incirca equivalente ad una dracma greca. Mentre il quadrigato, che fu rivalutato a 15 assi (1,5 denari) uscì presto di circolazione, il vittoriato continuò a essere usato fino al II secolo a.C. I vittoriati erano popolari in aree come la Gallia Cisalpina, dove circolarono a lungo accanto alla dracma di Massalia (Marsiglia). Sin quasi dal principio i denari furono contrassegnati da speciali simboli, come una stella o un'ancora, ed in seguito da monogrammi che indicavano il triumviro monetale che era responsabile per l'emissione.
Verso il 118 a.C. (la data esatta non è chiara) il denario fu ritariffato a 16 assi, indicato da XVI sul dritto del denario: le tre lettere sono scritte una sopra all'altra, in un monogramma che somiglia ad un asterisco. I tipi al dritto ed al rovescio variano moltissimo, mentre i tipi dei bronzi rimangono sostanzialmente costanti per tutta la repubblica.
| Denarii  | Denarii                                 | Denarii                                                                              | Denarii | Denarii    | Denarii                             | Denarii                            |
| Immagine | Valore                                  | Dritto                                                                               | Rovescio | Datazione  | Peso; diametro                      | Catalogazione                      |
| -------- | --------------------------------------- | ------------------------------------------------------------------------------------ | --- | ---------- | ----------------------------------- | ---------------------------------- |
|          | denario                                 | Testa elmata di Roma; dietro brocca. Sotto il collo × (segno di valore);             | SEX•POM•FOSTLVS; lupa capitolina che allatta Romolo e Remo, sotto al fico ruminale; sul fico un uccello. A sinistra il pastore Faustolo.                               | 137 a.C.   | AR. 3.33 gr (zecca di Roma antica); | Pompeia 1; Syd. 461; Craw. 235/1a. |
|          | quinario                                | Testa elmata di Roma; dietro brocca. Sotto il collo × (segno di valore);             | SEX•POM•FOSTLVS; lupa capitolina che allatta Romolo e Remo, sotto al fico ruminale; sul fico un uccello. A sinistra il pastore Faustolo.                               | 137 a.C.   | AR. 3.33 gr (zecca di Roma antica); | Pompeia 1; Syd. 461; Craw. 235/1a. |
|          | Denario di Gaio Servilio Vatia          | Testa elmata di Roma; dietro lituo. Sotto al collo ROMA, avanti segno di valore (*); | Cavaliere al galoppo verso destra, con scudo tondo con inscritta la lettera M, che infila con la lancia un altro cavaliere. In esergo C. SERVEIL (V ed E in legatura). | 127 a.C.   | AR 3,90 gr (zecca di Roma antica);  | Servilia 6; Syd. 483; Craw. 264/1. |
|          | Denario serrato di Quinto Antonio Balbo | Testa laureata di Giove. S•C dietro;                                                 | Vittoria su quadriga a destra; lettera (E) sotto i cavalli; Q• ANTO • BALB / PR in esergo.                                                                             | 83-82 a.C. | AR (zecca di Roma antica);          | Antonia 1; Syd. 742; Craw. 364/1b. |

## Classificazione
Per le monete repubblicane uno dei riferimenti più usati è il testo di Ernest Babelon (Description historique et chronologique des monnaies de la république romaine vulgairement appelées monnaies consulaires) pubblicato in due volumi nel 1885-1886. Nel testo viene utilizzata la suddivisione proposta da Eckhel:
- monete fuse
- monete romano-campane
- monete anonime, senza cioè l'indicazione del magistrato responsabile dell'emissione
- monete divise per gens. All'interno della gens le monete sono catalogate in ordine cronologico. Le monete vengono quindi indicate con l'indicazione delle gens ed un numero progressivo, ad es. Claudia 6, Pomponia 1.

La Description di Babelon è ancora pubblicata. Altri lavori più moderni sono quello di Edward Allen Sydenham e quello di Michael H. Crawford, che elencano le monete in ordine cronologico.
Il lavoro di Crawford è il più recente sulla monetazione repubblicana. Nell'elenco delle monete il primo numero indica il monetario mentre il secondo numero indica la singola moneta.